# روزماري إدنا سنكلير
روزماري إدنا سنكلير (بالإنجليزية: Rosemary Edna Sinclair)‏ هي عالمة بيئة أسترالية، ولدت في 17 نوفمبر 1936 في جزيرة لورد هاو في أستراليا.